# Rozier-Côtes-d'Aurec
Rozier-Côtes-d'Aurec é uma comuna francesa na região administrativa de Auvérnia-Ródano-Alpes, no departamento de Loire. Estende-se por uma área de 13,89 km². Em 2010 a comuna tinha 447 habitantes (densidade: 32,2 hab./km²).